# Holmes Osborne
Holmes Osborne (Kansas City, 7 novembre 1947) è un attore statunitense.

## Biografia
Prima di intraprendere la carriera di attore, Osborne lavorò come venditore d'auto e insegnante di inglese. Nel 1966, mentre frequentava l'Università del Kansas, iniziò a realizzare video formativi e brevi clip motivazionali, tipicamente proiettati durante eventi aziendali e seminari. Entro il 1996 aveva creato oltre 500 video di questo genere. Recitò in teatro dal vivo ma ne abbandonò la carriera intorno al 1983, poiché gli stipendi non erano sufficienti a sostenere la sua famiglia, uno dei suoi ultimi ruoli teatrali fu nel musical Blanco! nell'estate del 1983.
Nel 1996, Osborne interpretò il padre del protagonista nel film musical-comico-drammatico That Thing You Do! diretto da Tom Hanks, e ebbe un ruolo ricorrente nella miniserie HBO From the Earth to the Moon, trasmessa nel 1998. L'anno successivo recitò nel film Affliction nel ruolo di Gordon LaRiviere, girato all'inizio del 1997; Osborne ottenne il ruolo dopo aver inviato un nastro di audizione, senza incontrare il regista fino al suo arrivo sul set.
Nel 1999, Osborne è apparso nel film Election nel ruolo del padre dei due personaggi principali fratelli. Più tardi, nello stesso anno, è stato ospite in un episodio de The X-Files, insieme a Lance Henriksen (che riprendeva il ruolo di Frank Black), interpretando un negromante per il Millennium Group.
Nel 2000, Osborne ha interpretato il padre di Kirsten Dunst nella commedia adolescenziale Ragazze nel pallone. Successivamente ha interpretato Eddie Darko, il padre del protagonista, nel film drammatico di fantascienza Donnie Darko, elogiando la "spontaneità" del regista Richard Kelly sul set.
Nel 2003, Osborne è apparso nella commedia familiare Una scatenata dozzina e nel thriller misterioso Identity.
Nel 2004, ha co-protagonizzato la commedia Anchorman - La leggenda di Ron Burgundy.
Nel 2006, Osborne ha interpretato il cattivo principale nel film Disney Air Buddies.
Nel 2007, Osborne si è riunito con il regista di Donnie Darko, Richard Kelly, nella satira politica Southland Tales e, nel 2009, nel thriller psicologico The Box. Sempre nel 2009, ha co-protagonizzato la commedia All About Steve.
Nel 2011, Osborne ha avuto un ruolo di supporto nel film di Tom Hanks Larry Crowne. Inoltre, ha fatto apparizioni in serie televisive come House M.D., Cold Case, CSI: Miami, Rules of Engagement e Dharma & Greg, e ha interpretato un ruolo ricorrente nella serie di fantascienza di ABC Invasion.

## Filmografia

### Cinema
- The Student Body, regia di Gus Trikonis (1976)
- Music Graffiti (That Thing You Do!), regia di Tom Hanks (1996)
- Affliction, regia di Paul Schrader (1997)
- Gli infiltrati (The Mod Squad), regia di Scott Silver (1999)
- Election, regia di Alexander Payne (1999)
- Pazzi in Alabama (Crazy in Alabama), regia di Antonio Banderas (1999)
- Ragazze nel pallone (Bring It On), regia di Peyton Reed (2000)
- Donnie Darko, regia di Richard Kelly (2001)
- I segreti del lago (The Deep End), regia di Scott McGehee e David Siegel (2001)
- Unico testimone (Domestic Disturbance), regia di Harold Becker (2001)
- Windtalkers, regia di John Woo (2002)
- The Quiet American, regia di Phillip Noyce (2002)
- Amici di... letti (Waking Up in Reno), regia di Jordan Brady (2002)
- Identità (Identity), regia di James Mangold (2003)
- Una scatenata dozzina (Cheaper by the Dozen), regia di Shawn Levy (2003)
- Anchorman - La leggenda di Ron Burgundy (Anchorman: The Legend of Ron Burgundy), regia di Adam McKay (2004)
- Sballati d'amore (A Lot Like Love), regia di Nigel Cole (2005)
- Dreamer - La strada per la vittoria (Dreamer: Inspired By a True Story), regia di John Gatins (2005)
- Southland Tales - Così finisce il mondo (Southland Tales), regia di Richard Kelly (2006)
- Air Buddies - Cuccioli alla riscossa (Air Buddies), regia di Robert Vince (2006)
- Dragon Wars (D-War), regia di Hyung-Rae Shim (2007)
- Ti presento Bill (Meet Bill), regia di Bernie Goldmann e Melisa Wallack (2007)
- Il peggior allenatore del mondo (The Comebacks), regia di Tom Brady (2007)
- A proposito di Steve (All About Steve) è un film del 2009 diretto da Phil Traill (2009)
- The Box, regia di Richard Kelly (2009)
- Unthinkable, regia di Gregor Jordan (2010)
- L'amore all'improvviso - Larry Crowne (Larry Crowne), regia di Tom Hanks (2011)
- Fun Size, regia di Josh Schwartz (2012)
- L'eccezione alla regola (Rules Don't Apply), regia di Warren Beatty (2016)

### Televisione
- Truman – film TV (1995)
- Sospettati di omicidio (Gone in the Night) – miniserie TV (1996)
- Il mistero del lago (The Lake) – film TV (1998)
- E.R. - Medici in prima linea (ER) – serie TV, episodio 4x14 (1998)
- Dalla Terra alla Luna (From the Earth to the Moon) – miniserie TV, episodi 2-4-5 (1998)
- Otto sotto un tetto (Family Matters) – serie TV, episodio 9x21 (1998)
- Dharma & Greg – serie TV, episodi 2x03-2x13 (1998-1999)
- The Practice - Professione avvocati (The Practice) – serie TV, episodio 3x17 (1999)
- Due papà da Oscar (Brother's Keeper) – serie TV, episodio 1x23 (1999)
- Una vacanza di tutto... lavoro (Horse Sense) – film TV (1999)
- West Wing - Tutti gli uomini del Presidente (The West Wing) – serie TV, episodio 1x09 (1999)
- X-Files (The X-Files) – serie TV, episodio 7x04 (1999)
- Giudice Amy (Judging Amy) – serie TV, episodio 1x12 (2000)
- Providence – serie TV, episodio 2x19 (2000)
- Roswell – serie TV, episodio 2x06 (2000)
- Seven Days – serie TV, 9 episodi (1998-2001)
- Da un giorno all'altro (Any Day Now) – serie TV, episodio 4x11 (2001)
- The Guardian – serie TV, episodio 1x08 (2001)
- Ally McBeal – serie TV, episodi 3x03-5x06 (1999-2001)
- The Division – serie TV, episodio 2x22 (2002)
- Il tocco di un angelo (Touched by an Angel) – serie TV, episodio 9x06 (2002)
- Frasier – serie TV, episodio 10x19 (2003)
- Malcolm (Malcolm in the Middle) – serie TV, episodio 5x06 (2003)
- The Big Wide World of Carl Laemke – film TV (2003)
- The Drew Carey Show – serie TV, episodio 9x26 (2004)
- Tutti amano Raymond (Everybody Loves Raymond) – serie TV, episodio 9x02 (2004)
- CSI: Miami – serie TV, episodio 3x10 (2004)
- NCIS - Unità anticrimine (NCIS) – serie TV, episodio 2x13 (2005)
- Boston Legal – serie TV, episodio 1x14 (2005)
- Selvaggi (Complete Savages) – serie TV, episodio 1x17 (2005)
- The Closer – serie TV, episodio 1x07 (2005)
- Invasion – serie TV, 5 episodi (2005-2006)
- Cold Case - Delitti irrisolti (Cold Case) – serie TV, episodio 4x18 (2007)
- Dr. House - Medical Division (House, M.D.) – serie TV, episodio 4x06 (2007)
- Outlaw – serie TV, episodio 1x07 (2010)
- Le regole dell'amore (Rules of Engagement) – serie TV, episodio 5x09 (2010)
- Grey's Anatomy – serie TV, episodio 10x22 (2014)

## Doppiatori italiani
Nelle versioni in italiano delle opere in cui ha recitato, Holmes Osborne è stato doppiato da:
- Stefano De Sando in X-Files, Donnie Darko
- Luca Sandri in Ally McBeal (ep. 3x03)
- Raffaele Fallica in Ally McBeal (ep. 5x06)
- Massimo Milazzo in Una vacanza di tutto... lavoro
- Nino Prester in Identità
- Francesco Prando in Boston Legal
- Domenico Crescentini in The Closer
- Saverio Moriones in Cold Case - Delitti irrisolti
- Bruno Alessandro in Dr. House - Medical Division
- Edoardo Nordio in Malcolm
- Massimo Rinaldi in Southland Tales - Così finisce il mondo
- Gerolamo Alchieri in Air Buddies - Cuccioli alla riscossa
- Gianni Giuliano in The Box
- Ambrogio Colombo ne L'amore all'improvviso - Larry Crowne
- Fabrizio Odetto in Fun Size
- Mario Scarabelli in Unthinkable
- Dario Penne in Grey's Anatomy